# 差別撤廃に向けたバス通学
差別撤廃に向けたバス通学（さべつてっぱいにむけたバスつうがく、Desegregation busing）は、アメリカ合衆国の公立学校における差別の撤廃に向けた取り組みであり、差別的な学校制度や学区設定を改革する為に、特定の学校に子どもたちを入学させ、その通学のための輸送手段を用意することである。

## 概要
この場合、通学する学校は、近所の学校以外の学校であることが多く、通学のための輸送手段（大概はバス）が無料で用意されている。この取り組みに反対する人々は、これを強制バス通学（forced busing）と呼ぶこともある。
アメリカの合衆国最高裁判所のブラウン判決や、19世紀以降実施されてきた公立学校における人種隔離政策や「分離すれども平等」法をめぐる判決以降、裁判所の管理の下で、1970年代～1980年代にかけて、差別撤廃に向けたバス通学計画が実施に移されてきた。しかし、たとえ通学費用が無料であろうと、今までの学校よりも遠方の学校に子女を通学させることは、実生活面での支障をきたすこともあった。
一部の家庭に、このような問題が生じてしまったことで、あらゆる人種の親たちから、学区長（スーパーインテンデント）に、人種的に統合された学校の実現に向け、新たな方法を模索するよう要求が高まっていく。
結果、人種的に均衡の取れた学校の実現を、長距離通学を強いられることなく、自発的に通学したくなるような計画実現に向け、多くの学区で、マグネットスクールの導入など新しい学校制度の実施、コンピューターを活用したより詳細な学区編成などの努力がなされた。
このような努力の成果に平行して、居住形態に変化が生じたことで、1990年代はじめには、学区の裁判所の管理下から解放された。しかしながら、学区によっては、裁判所が学区に対してバス通学を義務付けなくなった今も、バス通学サービスが継続され、家庭や地域がその制度に馴染むようになった場所も多い。